# Leucinodes cordalis
Leucinodes cordalis is een vlinder uit de familie van de grasmotten (Crambidae), uit de onderfamilie van de Spilomelinae. De wetenschappelijke naam van deze soort is voor het eerst gepubliceerd in 1843 door Henry Doubleday.
De soort komt voor in Indonesië (Sulawesi), Australië en Nieuw-Zeeland.